# Souday
Souday är en kommun i departementet Loir-et-Cher i regionen Centre-Val de Loire i de centrala delarna av Frankrike. Kommunen ligger i kantonen Mondoubleau som tillhör arrondissementet Vendôme. År 2018 hade Souday 493 invånare.

## Befolkningsutveckling
Antalet invånare i kommunen Souday
| Referens: INSEE |